# Zużycie zmęczeniowe
Zużycie zmęczeniowe – proces niszczenia się materiału na skutek spadku jego wytrzymałości pod wpływem cyklicznego obciążenia mechanicznego. Zależność spadku wytrzymałości od liczby wymuszeń przedstawia krzywa Wohlera. Uszkodzenie w wyniku zużycia zmęczeniowego ma charakter kruchy w przeciwieństwie do uszkodzenia po przekroczeniu granicy wytrzymałości, które charakteryzuje się widocznym, plastycznym odkształceniem. Ponieważ elementy toczne powodują cykliczną zmianę naprężeń tam najczęściej dochodzi do zużycia zmęczeniowego, jednakże występuje ono również w różnego typu połączeniach poddanych wibracjom wskutek różnych wymuszeń np. akustycznych.